# Temporada da NHL de 1965–66
A temporada da NHL de 1965–66 foi a 49.ª  temporada da National Hockey League (NHL). Seis times jogaram 70 partidas cada. O Montreal Canadiens venceu sua terceira Stanley Cup consecutiva ao derrotar o Detroit Red Wings por 4-2 na série  final.

## Negócios da Liga
Dois novos troféus foram introduzidos para essa temporada. Jack Adams ganhou o primeiro Troféu Lester Patrick pela sua contribuição para o hóquei nos Estados Unidos. Essa também foi a primeira  edição em que o Troféu Conn Smythe foi entregue ao jogador mais valioso dos playoffs da Stanley Cup.
A única mudança de regra significativa para essa temporada foi um requerimento de que as equipes levassem dois goleiros para cada partida. 
Fevereiro viu o anúncio muito importante de que seis novas franquias haviam sido concedidas a Los Angeles, San Francisco, St. Louis, Minneapolis-St. Paul, Philadelphia e Pittsburgh, todas para começarem a jogar em 1967.  A franquia de St. Louis franchise foi surpreendente, já que não havia ocorrido nenhuma candidatura formal por parte  da cidade. Foi concedida para preencher os desejos de James D. Norris e Arthur Wirtz, donos do Chicago Black Hawks, que também eram donos da St. Louis Arena, que eles queriam vender.
No lado dos débitos, uma forte candidatura de Vancouver foi rejeitada, causando a raiva de muitos canadenses e o protesto de seu Primeiro-Ministro Lester Pearson. Um rumor foi largamente espalhado — alimentado por uma afirmação confirmatória do administrador geral dos Leafs Punch Imlach, de que os donos de Toronto e Montreal haviam vetado a candidatura por não quererem dividir as receitas da transmissão televisiva dos jogos.

## Temporada Regular
Entre vários jogadores notáveis que estrearam nessa temporada estavam Ed Giacomin pelos Rangers, Bill Goldsworthy pelos Bruins, Ken Hodge por Chicago e Mike Waltonpor Toronto.  No meio tempo, todavia, a  carreira do futuro integrante do Hall da Fama do Hóquei Ted Lindsay estava encerrada, já que sua proposta para voltar a ser jogador ativo foi rejeitada pelos donos do Toronto.
Gordie Howe marcou seu 600° gol na NHL em Montreal, em 27 de novembro, em uma derrota por 3–2 contra os Canadiens, para delírio dos torcedores locais. Entre outras marcas menos importantes na temporada estavam o 250° gol de Frank Mahovlich e o 200° gol de Johnny Bucyk e Claude Provost.
Em um incidente incomum, os agasalhos dos Red Wings foram roubados do vestiário dos visitantes de Montreal na noite anterior a um jogo de janeiro, e Detroit foi compelido a jogar com os uniformes de seu time júnior em January Hamilton, os quais foram enviados de forma expressa para Montreal a tempo para o jogo.
James D. Norris, dono dos Chicago Black Hawks, morreu de ataque cardíaco no fim de fevereiro.
Bobby Hull estabeleceu um novo recorde de gols em uma temporada, com 54, e um novo recorde de pontos, com 97, o que fez com que ganhasse o Troféu Art Ross e seu segundo seguido Troféu Memorial Hart como jogador mais valioso da liga. Nenhum asa esquerda iria liderar a NHL em pontos novamente até Alexander Ovechkin em 2007–08. Jacques Laperrière de Montreal ganhou o Troféu Memorial James Norris como melhor defensor. Na possivelmente escolha mais fraca da história da NHL, o atacante de Toronto Brit Selby ganhou o Troféu Memorial Calder como melhor estreante.

### Classificação Final
Nota: PJ = Partidas Jogadas, V = Vitórias, D = Derrotas, E = Empates, Pts = Pontos, GP = Gols Pró, GC = Gols Contra,PEM=Penalizações em Minutos

Times que se classificaram aos play-offs estão destacados em negrito
| National Hockey League | PJ | V  | D  | E  | Pts | GP  | GC  | PEM |
| ---------------------- | -- | -- | -- | -- | --- | --- | --- | --- |
| Montreal Canadiens     | 70 | 41 | 21 | 8  | 90  | 239 | 173 | 884 |
| Chicago Black Hawks    | 70 | 37 | 25 | 8  | 82  | 240 | 187 | 815 |
| Toronto Maple Leafs    | 70 | 34 | 25 | 11 | 79  | 208 | 187 | 811 |
| Detroit Red Wings      | 70 | 31 | 27 | 12 | 74  | 221 | 194 | 804 |
| Boston Bruins          | 70 | 21 | 43 | 6  | 48  | 174 | 275 | 787 |
| New York Rangers       | 70 | 18 | 41 | 11 | 47  | 195 | 261 | 894 |

### Artilheiros
PJ = Partidas Jogadas, G = Gols, A = Assistências, Pts = Pontos, PEM = Penalizações em Minutos
| Jogador         | Time                | PJ | G  | A  | Pts | PEM |
| --------------- | ------------------- | -- | -- | -- | --- | --- |
| Bobby Hull      | Chicago Black Hawks | 65 | 54 | 43 | 97  | 70  |
| Stan Mikita     | Chicago Black Hawks | 68 | 30 | 48 | 78  | 56  |
| Bobby Rousseau  | Montreal Canadiens  | 70 | 30 | 48 | 78  | 20  |
| Jean Beliveau   | Montreal Canadiens  | 67 | 29 | 48 | 77  | 50  |
| Gordie Howe     | Detroit Red Wings   | 70 | 29 | 46 | 75  | 83  |
| Norm Ullman     | Detroit Red Wings   | 70 | 31 | 41 | 72  | 35  |
| Alex Delvecchio | Detroit Red Wings   | 70 | 31 | 38 | 69  | 16  |
| Bob Nevin       | New York Rangers    | 69 | 29 | 33 | 62  | 10  |
| Henri Richard   | Montreal Canadiens  | 62 | 22 | 39 | 61  | 47  |
| Murray Oliver   | Boston Bruins       | 70 | 18 | 42 | 60  | 30  |

## Playoffs
O segundo jogo da série semifinal entre Detroit e Chicago em 10 de abril, o qual foi vencido por Detroit pelo placar de 7–0, foi televisionado nacionalmente nos Estados Unidos.

### Finais
Com a grande habilidade de Roger Crozier, que havia perdido partes da temporada regular devido a uma doença, os Red Wings ganharam os dois primeiros jogos das finais.  Todavia, Crozier se machucou no quarto jogo e os Canadiens venceram a Copa por 4-2. Roger Crozier venceu o Troféu Conn Smythe como o grande jogador dos playoffs.

## Prêmios da NHL
| Prêmios de 1965-66 da NHL     | Prêmios de 1965-66 da NHL                        |
| ----------------------------- | ------------------------------------------------ |
| Troféu Príncipe de Gales:     | Montreal Canadiens                               |
| Troféu Art Ross:              | Bobby Hull, Chicago Black Hawks                  |
| Troféu Memorial Calder:       | Brit Selby, Toronto Maple Leafs                  |
| Troféu Conn Smythe:           | Roger Crozier, Detroit Red Wings                 |
| Troféu Memorial Hart:         | Bobby Hull, Chicago Black Hawks                  |
| Troféu Memorial James Norris: | Jacques Laperriere, Montreal Canadiens           |
| Troféu Memorial Lady Byng:    | Alex Delvecchio, Detroit Red Wings               |
| Troféu Vezina:                | Gump Worsley & Charlie Hodge, Montreal Canadiens |
| Troféu Lester Patrick:        | J. J. "Jack" Adams                               |

### Times das Estrelas
| Primeiro Time                          | Position | Segundo Time                         |
| -------------------------------------- | -------- | ------------------------------------ |
| Glenn Hall, Chicago Black Hawks        | G        | Gump Worsley, Montreal Canadiens     |
| Jacques Laperriere, Montreal Canadiens | D        | Allan Stanley, Toronto Maple Leafs   |
| Pierre Pilote, Chicago Black Hawks     | D        | Pat Stapleton, Chicago Black Hawks   |
| Stan Mikita, Chicago Black Hawks       | C        | Jean Beliveau, Montreal Canadiens    |
| Gordie Howe, Detroit Red Wings         | RW       | Bobby Rousseau, Montreal Canadiens   |
| Bobby Hull, Chicago Black Hawks        | LW       | Frank Mahovlich, Toronto Maple Leafs |

## Estreias
O seguinte é uma lista de jogadores importantes que jogaram seu primeiro jogo na NHL em 1965-66 (listados com seu primeiro time, asterisco(*) marca estreia nos play-offs):
- J. P. Parise, Boston Bruins
- Derek Sanderson, Boston Bruins
- Bernie Parent, Boston Bruins
- Barry Ashbee, Boston Bruins
- Pete Mahovlich, Detroit Red Wings
- Danny Grant, Montreal Canadiens
- Ed Giacomin, New York Rangers

## Últimos Jogos
O seguinte é uma lista de jogadores importantes que jogaram seu último jogo na NHL em 1965-66 (listados com seu último time):
- Bill Gadsby, Detroit Red Wings